# Späthhof
Der Späthhof befand sich im Stadtteil Riedenburg von Salzburg (Ecke Neutorstraße 36, Bayernstraße 3). Er gehörte zu den ersten Bauten, die nach der Errichtung des Neutores in der Riedenburg errichtet wurden.

## Geschichte
Das Gebäude wurde von Franz Anton von Amann, Hofkammerdirektor, Obergeneraleinnehmer und Kommissarius des Halleinischen Holzwesens, errichtet. 1767 hatte er einen 30 × 15 Klafter großen Freigrund südlich der Holzziegelhütte zu freiem Eigen erworben. Hier ließ er ein Landhaus und einen Garten errichten und mit einer Mauer umfassen. Im Hause ließ er eine Marmortafel mit folgender selbstverfasster Inschrift anbringen:
- „Der Hochwürdigste des Hl. Röm. Reiches Fürst Sigismundus Erzbischof zu Salzburg, Legat des hl. apost. Stuhls zu Rom und des Teutschlands Primas und Herr Herr hat mir Franz Edlen von Aman, Höchstdero Hofkammer Rath, solcher Stelle Directorn, Obergeneraleinnehmern, dann Commissario im hf. Münz und Pfleg Hallein(ischen) Salz-Kammer-Guths Holz-weesen, auch all meinen Erben und Nachkommen, umliegend Hochfürstliche Frey Spatium vermög unterm 26. Septembris Anno 1767 ausgefertigt und Höchstselbsten eigenhändig gnädigst unterschrieben Verleihbrief zu einiger Remuneration meiner geringen Verdienste Freyaigen und ohne mindester Bürde, nur allein die Landesherrliche Jurisdiction ausgenommen geschenket und überlassen, worauf noch solches Jahr gegen-wärtiges Haus zu erbauen angefangen und hinach den darbey befindlichen Garten angeleget. Gott erhalte alles in Seinem göttlichen Schutz.“

1777 musste er den Besitz wegen der Schulden, die sein Sohn Basil angehäuft hatte, an den Handelsfaktor Franz Xaver Späth und dessen Gemahlin Maria Elisabeth Haffner um die hohe Summe von 10.500 Gulden verkaufen. Die nächsten Besitzer waren dessen Kinder aus zweiter Ehe mit Susanna (* 1755; † 1821), der Tochter des Salzburger Bürgermeisters Johann Peter Metzger: Susanna (* 1784; † 1848; verh. Weizner), Franz Xaver Späth junior (* 1787; † 1853; 1850 bis 1853 Bürgermeister von Salzburg) und Therese (* 1794, verh. Schaffner) und ab 1814 Franz Xaver Späth allein. Dieser pachtete 1813 auch die nördlich angrenzende Ziegelhütte mit der Verpflichtung, diese weiterzuführen. Da jedoch die Brennöfen und der Stadel schon baufällig waren, stellte er den Betrieb ein, wohl in der Hoffnung, dass ihm diese Realität zu einem billigen Preis überlassen würde. 1819 kam es zu einer Versteigerung der Ziegelhütte, die aber von dem Besitzer des Mölckhofes Josef Hafner um 3.600 fl erworben wurde. Dieser verkaufte aber bald danach die Ziegelhütte an den Franz Späth, der die Öfen und den Stadel abbrach und die öden Gründe in einen Garten umwandelte.
Weitere Besitzer waren: Maria Späth und Charlotte Ruedorfer, geb. Späth, (1857), Charlotte Ruedorfer allein (1858), Ludwig Ruedorfer (1959), Anna Kraus (1860, auf dem Kaufweg um 13.500 Gulden erworben), Elisabeth Baronin Thienen-Adlerflycht, Sophie Bartonin Gleichen-Rußwurm und Waldemar Baron Thienen-Adlerflycht (1935), Waldemar Baron Thienen-Adlerflycht allein (1941), Gräfin Johanna Moy zusammen mit Franz Waldemar und Konrad Christof Baron Thienen-Adlerflycht.
Der Späthhof existiert heute nicht mehr, an seiner Stelle wurde ein Neubau errichtet. In Salzburg erinnert noch die Späthgasse an das abgegangene Bauwerk.